# Aloysio Neves
Aloysio da Rocha Neves Júnior (Rio de Janeiro, 1963) é um guitarrista, compositor e professor brasileiro.

## Início da vida e formação musical
Desde muito jovem envolvido com a música, Aloysio começou seus estudos aos sete anos com seus tios Manoel Neves Jr. e Othon da Rocha Neves. Entre 1976 e 1980, enquanto residia em Manaus, estudou violão com o professor Iron Lima na Escola de Música Villa Lobos. Nessa mesma época, iniciou seus estudos de guitarra de forma autodidata.
Sua estreia nos palcos ocorreu em 1978, em Manaus, com o grupo Tariri no Teatro Amazonas. Ainda na capital amazonense, apresentou-se em diversos espaços e com diferentes formações musicais.

## Retorno ao Rio de Janeiro e formação acadêmica
Retornando ao Rio de Janeiro em 1981, estudou na escola Pro Arte, onde teve aulas com Léo Soares (violão), Suzy Botelho (teoria musical), Breno Marques (história da música) e Antonio Guerreiro (harmonia). Tornando-se bolsista da instituição, participou de recitais na capital e em Teresópolis, onde também se apresentou em várias edições do Festival Internacional de Teresópolis.
Em 1983 realizou seu primeiro concerto solo, com composições próprias, no Teatro SESC Tijuca. A partir de então, passou a atuar em diversos gêneros, como música clássica, rock e jazz.
Com dedicação contínua aos estudos musicais, participou de aulas de interpretação com Odair Assad. Em 1985 ingressou no curso de Bacharelado em Violão Clássico da UNIRIO, tendo como professor Turíbio Santos, e integrou a Orquestra de Violões do Rio de Janeiro.
No ano seguinte, fruto de suas pesquisas em guitarra iniciadas ainda nos anos 1970, propôs ao MEC, por meio da Universidade Estácio de Sá e do então diretor da faculdade de música, o pianista João Carlos Assis Brasil, a criação do primeiro Bacharelado em Guitarra Elétrica do Brasil, proposta que foi aprovada. Paralelamente, intensificou sua atuação na MPB e no jazz, além de integrar o Quarteto Carioca de Violões ao lado de Nicolas Souza Barros e Mario Haro. Foi, por treze anos, professor titular das disciplinas de Guitarra, Improvisação e Composição em MPB na Universidade Estácio de Sá. Também concluiu o bacharelado iniciado na UNIRIO, estudando na própria UNES com o violonista Sergio de Pinna.

## Carreira musical
Aloysio realizou aperfeiçoamento em Masterclass com o guitarrista Joe Diorio e, entre 1986 e 1990, fundou e dirigiu a Orquestra Brasileira de Guitarras, com a qual gravou dois discos que receberam destaque da crítica especializada. Mais tarde lançou o álbum autoral DXY, em trio com André Santos (contrabaixo) e Don Camilo (percussão).
Gravou ainda uma trilogia com o percussionista Antônio Pernambuco Santana (músico de longa data de Hermeto Pascoal), em três formações distintas: trio (com André Santos), quarteto (com Rodrigo de Jesus na guitarra e Benjamin “BJ” Bentes no baixo elétrico e acústico) e quinteto (com participação do baterista e produtor fonográfico Mario Delgado). Com Pernambuco, realizou turnê por São Paulo e se apresentou na UNICAMP, onde gravaram um programa posteriormente editado em vídeo.
Além de produzir a cantora Mercedes Fraga, mantém-se ativo em diversos projetos de shows e gravações. Seu mais recente trabalho, Saquarema Suíte, foi gravado em formato solo em seu estúdio.
Apresentou-se em algumas das principais salas de concerto do país, como Sala Cecília Meireles, Teatro Amazonas, Teatro João Caetano, SESC Paulista e Pinheiros, Teatro Municipal de Santos, Golden Room do Copacabana Palace, Teatro Rival, Casa Thomas Jefferson, Salão Leopoldo Miguez, UNB, entre outras. Atuou também em casas de show como Circo Voador, Jazzmania e Triboz. Em 1994, excursionou pela Europa, onde se apresentou em diversos espaços, incluindo o Museu Picasso, em Paris, e clubes de jazz em Paris e Nice.
Participou do Festival de Inverno de Campos do Jordão e do I Cinemúsica. Também tem interpretado obras de compositores contemporâneos como Luis Carlos Cseko e Jocy de Oliveira, com os quais participou de duas edições da Bienal de Música Contemporânea. Apresentou-se no Teatro Municipal do Rio de Janeiro no espetáculo Revisitando Stravinsky, com a Orquestra Sinfônica Brasileira, e no projeto CBM Experimental, executando composições próprias de música contemporânea.
Atualmente, dedica-se a atividades pedagógicas em seu estúdio e escola, Guitarra Virtual. O trabalho de Aloysio Neves combina criação autoral e interpretação, transitando por diversos estilos. Do jazz ao rock, da música erudita à brasileira, sua trajetória se caracteriza por uma constante pesquisa sonora e pela renovação de linguagens, tanto em sua produção artística quanto na formação de novos músicos.